# 33810 Tangirala
33810 Tangirala è un asteroide della fascia principale. Scoperto nel 1999, presenta un'orbita caratterizzata da un semiasse maggiore pari a 2,2847239 UA e da un'eccentricità di 0,0665531, inclinata di 3,74859° rispetto all'eclittica.